# Comté d'Irwin (Australie)
Pour les articles homonymes, voir Comté d'Irwin.
Le Comté d'Irwin est une zone d'administration locale sur la côte ouest de l'Australie-Occidentale en Australie. Le comté est situé à environ 50 kilomètres au sud de Geraldton et 360 kilomètres au nord de Perth, la capitale de l'État.
Le centre administratif du comté est la ville de Dongara.
Le comté est divisé en un certain nombre de localités:
- Dongara
- Allanooka
- Bookara
- Arrowsmith
- Port Denison
- Springfield
- Yardarino

Le comté a 10 conseillers locaux et est divisé en 4 circonscriptions
- Denison Ward (4 conseillers)
- North Ward (2 conseillers)
- South East Ward (2 conseillers)
- Town Ward (2 conseillers).